# عدالت کور
عدالت کور یک مجموعه تلویزیونی درام جنایی آمریکایی است که در ١٣قسمت ۴٢ دقیقه ای است توسط استیون بوچکو ساخته شده. این مجموعه از ٨ مارس ٢٠٠۵ توسط شبکه شرکت پخش رسانه ای آمریکا پخش می‌شد.

## خلاصه داستان
یک کارآگاه پلیس شهر نیویورک به نام جیم دانبار، همسرش و ٣ افسر دیگر توسط یک مرد مسلح که کلاشینکف دارد و در کمین آنهاست تهدید می شوند . مهمات سه افسر دیگر تمام شده است و همسر دانبار از ترس بیهوش شده است. دانبار که اوضاع را وخیم می‌بیند وارد تصمیم می‌گیرد به مرد مسلح حمله کند. شرایط که مهیا می‌شود او تصمیم خود را عملی می‌کند اما به قیمت از دست دادن بینایی خود... 
او پس از بهبودی از نیروی پلیس شکایت می کند که اجازه دارد علیرغم نابینایی شغل خود را حفظ کند. او با کارآگاه کارن بتانکور همکاری می کند که در توانایی او برای انجام مؤثر کارش تردید دارد. او همچنین باید با مراجعه به روانپزشک با شک و تردید به خود و همسرش کریستی مقابله کند.

## بازیگران
- ران الدارد در نقش کارآگاه جیم دانبار
- ماریسول نیکولز در نقش کارآگاه کارن بتانکور
- رینا سافر در نقش کریستی دانبار
- رنو ویلسون در نقش کارآگاه تام سلوی
- فرانک گریلو در نقش کارآگاه مارتی روسو
- جوزی دیویس در نقش لیلان فینچر
- مایکل گستن در نقش ستوان گری فیسک

## قسمت ها
1. مدوس اپراندی (خلبان)
2. نبض ( چهار فوت زیر )
3. بوی عدالت ( وان وان مالیدن )
4. تسویه امتیازات ( بالا روی پشت بام )
5. در گوشت ( براندوی مارلون )
6. موضوع افتخار ( مرد روح )
7. گناهکار شناخته شد ( جهش ایمان )
8. وزن گذشته ( گذشته ناقص )
9. یک نقشه بد ( در چهره شما )
10. بهترین دوست انسان ( دوگون )
11. بی نفس ( با من برقص )
12. ماجرای خانوادگی ( زیر تفنگ )
13. ضربات پایین ( فانتزی با پای فانتزی )

## نظرات
شبکه ABC اعلام کرد هر قسمت از این سریال  به صورت رونویسی برای نابینایان ارائه می شود.  این اولین بار در تاریخ شبکه ABC بود که چنین دستگاهی را برای نابینایان راه اندازی می کرد، این اتفاق انقلابی در آن زمان برای سریال های مخصوص نابینایان به‌وجود آورد.

### لینک های خارجی
- الگو:Imdb titre
- عدالت کور در وبگاه  Allociné
- مشخصات سریال در TVCircus

1. ↑  "Blind justice - L'Encyclopédie des séries TV". Toutelatele.com. Retrieved 21 novembre 2012. {{cite web}}: Check date values in: |accessdate= (help)